# Homalopoma juanensis
Homalopoma juanensis är en snäckart som först beskrevs av Dall 1919.  Homalopoma juanensis ingår i släktet Homalopoma och familjen turbinsnäckor. Inga underarter finns listade i Catalogue of Life.